# Nasionale Instituut vir Oordraagbare Siektes
Nasionale Instituut vir Oordraagbare Siektes (NIOS) (Národní ústav pro přenosné nemoci) je národní ústav veřejného zdraví v Jihoafrické republice, který poskytuje odkazy na mikrobiologii, virologii, epidemiologii, lékařský dohled a výzkum veřejného zdraví týkající se vládní podpory reakcí na hrozby způsobené přenosnými nemocemi.

## Účel
NIOS slouží jako zdroj odborných znalostí o přenosných nemocech jihoafrické vládě, zemím Jihoafrického rozvojového společenství a zbytku Afriky. Instituce pomáhá při plánování a reakcích na hrozby, a pomáhá politikům vytvářet programy pro boj s přenosnými nemocemi.
Hlavním cílem NIOS je být národním orgánem pro Jižní Afriku, jako veřejný zdravotní dozor nad přenosnými nemocemi.

## Historie
1. prosince 20002 byl zřízen Národní ústav přenosných nemocí pod Národní zdravotní laboratoří. Vznikla sloučením Národního virologického ústavu, Virologických laboratoří a Mikrobiologických laboratoří veřejného zdraví Jihoafrického institutu pro lékařský výzkum (SAIMR).

## Vedení NIOS
Vedení NIOS je multidisciplinární tým odborníků, včetně:
- Prof. Adrian Puren – úřadující výkonný ředitel (prosinec 2020) a vedoucí: Centrum pro HIV a pohlavně přenosné choroby
- Dr. Natalie Mayetová - zástupkyně ředitele
- Prof. Lucille Blumbergová - zástupce ředitele epidemiologie
- Prof. John Frean - zástupce ředitele pro mikrobiologii
- Prof. Januz Paweska - vedoucí: Centrum pro nově se objevující, zoonotické a parazitární choroby
- Dr. Juno Thomasová - Vedoucí: Centrum pro střevní choroby
- Prof. Nelesh Govender - vedoucí: Centrum pro infekce související se zdravotní péčí, antimikrobiální rezistenci a mykózu
- Prof. Cheryl Cohenová - Vedoucí: Centrum pro respirační onemocnění a meningitidu
- Dr. Shaheed Vally Omar - Vedoucí: Centrum pro tuberkulózu
- Dr. Melinda Suchardová - Vedoucí: Centrum pro vakcíny a imunologii
- Dr. Michelle Groome - Vedoucí: Divize veřejného zdraví, dohledu a reakce
- Dr. Elvira Singhová - Vedoucí: Národní registr rakoviny

## Koronavirové onemocnění 2019
Všechny viry, včetně SARS-CoV-2, viru, který způsobuje onemocnění covid-19, se v průběhu času mění. Většina změn má malý nebo žádný dopad na vlastnosti viru, ale některé změny mohou vlastnosti viru ovlivnit výrazně. Mutace mohou ovlivnit, jak snadno se šíří, související závažnost onemocnění nebo následnou účinnost vakcín, terapeutických léků, diagnostických nástrojů nebo jiných opatření v oblasti veřejného zdraví a sociálních věcí.
NIOS je součástí sítě pro sledování genomiky v Jižní Africe. Mezi další členy patří: University of KwaZulu-Natal, Univerzita v Kapském Městě, Stellenbosch University, University of the Free State, University of Pretoria, University of Witwatersrand a National Health Laboratory Service.
Úkolem této sítě je monitorovat a vyhodnocovat vývoj VIRU SARS-CoV-2.